# Колесников, Владимир Дмитриевич
Владимир Дмитриевич Колесников (8 июня 1924 — 9 октября 1989) — полный кавалер Ордена Славы, помощник командира взвода автоматчиков 172-го гвардейского стрелкового полка, гвардии старшина.

## Биография
Владимир Дмитриевич Колесников родился 8 июня 1924 года в г. Миллерово Ростовской области в семье крестьянина. Русский. До службы в армии окончил школу и учился в Донецком сельскохозяйственном техникуме. В РККА с января 1943 года. В боях Великой Отечественной войны — с февраля 1943 года.
Командир отделения автоматчиков 172-го гвардейского стрелкового полка (57-я гвардейская стрелковая дивизия, 8-я гвардейская армия, 3-й Украинский фронт) гвардии младший сержант В. Д. Колесников, в боях на Заднестровском плацдарме 12 мая 1944 года, вместе с бойцами отделения отбил 12 контратак противника, лично уничтожил свыше 10 солдат. 13 мая 1944 года награждён орденом Славы 3-й степени.
Помощник командира взвода автоматчиков гвардии сержант В. Д. Колесников 3 февраля 1944 года, в бою за населённый пункт Рейтвейн (Германия), одним из первых ворвался в траншею противника, поразил до 10 гитлеровцев, 5 взял в плен. Отбивая вместе с бойцами контратаки врага, уничтожил до взвода живой силы. 27 февраля 1945 года награждён орденом Славы 2-й степени.
В боях с 16 по 18 апреля 1945 года, в районе Зеловских высот и при взятии города Зелов (Германия) В. Д. Колесников вывел из строя около 20 фашистских солдат, с помощью фаустпатрона подбил вражеский танк. 31 мая 1945 года награждён орденом Славы 1-й степени.
По окончании войны проходил службу в г. Баку. В апреле 1947 года В. Д. Колесников демобилизован. Жил в городе Миллерово. Работал председателем колхоза. С 1953 по 1956 год — на освоении целинных земель в Казахстане. Награждён также Орденом Отечественной войны 1-й степени, медалями, в том числе медаль ПНР «За Одру, Нису и Балтику». До ухода на пенсию работал на Миллеровском маслоэкстракционном заводе, активно участвовал в общественной жизни города вплоть до дня смерти. Неоднократно Владимир Дмитриевич был знаменосцем на парадах и шествиях, посвящённых празднику Победы в г. Миллерово.
Умер 9 октября 1989 года.

## Награды
- Орден Отечественной войны I степени[2]:
- Орден Славы I степени[3];
- Орден Славы II степени[4];
- Орден Славы III степени[5]
- Медаль «За победу над Германией в Великой Отечественной войне 1941—1945 гг.»[6];
- Медали СССР;
- Польская медаль «За Одру, Нису и Балтику».

## Память
- Мемориальная доска в г. Миллерово, на доме, где жил В. Д. Колесников.